# Gerry Anderson
Gerry Anderson (født 14. april 1929, i London, England, Storbritannien, død 26.  december 2012) var en engelsk tv-producer, kendt for en lang række kultdyrkede science fiction-serier, såsom Thunderbirds (1965-66), UFO (1970-71) og Månebase Alpha (Space: 1999, 1975-1977).